# 클라라 루치아니
클라라 루치아니(Clara Luciani, 1992년 7월 10일 ~ )는 프랑스의 싱어송라이터이다.

## 음반 목록
- Sainte-Victoire (2018)